# Török Károly (játékvezető)
Török Károly (Budapest, 1967. február 16. –) magyar nemzetközi futsal labdarúgó-játékvezető. Hobbija a játékvezetés kérdéskörének tanulmányozása és a horgászat. Civil életben sport marketing és sportruházati-nagykereskedéssel foglalkozik. Egy olasz sportfelszereléseket gyártó cég magyarországi marketing igazgatója.

## Pályafutása

### Labdarúgóként
Gyerekkorában kilenc évet futballozott a Központi Sport Iskolában (KSI). Nagy megtiszteltetés volt számára, amikor a nemzeti ifjúsági csapatba is beválogatták és olyan csapattársai voltak, mint Petry Zsolt vagy Mészöly Géza. Játszott a Volánban, Dunaújvárosban, Érden, 25 éves korában hagyta abba játékos pályafutását.

## Pályafutása

### Labdarúgó-játékvezetőként

#### Nemzeti játékvezetés
Vágner László (korábbi FIFA játékvezető) barátja javasolta, hogy próbálja ki magát a labdarúgó játékvezetésben. 1994 decemberében jelentkezett a Budapesti Labdarúgó-szövetség (BLSZ) tanfolyamára. Hogy mennyire komolyan vette a baráti tanácsot, azt jól illusztrálja, hogy 28 évesen 107 kiló volt, de mire elvégezte a tanfolyamot, már csak 88 kiló. 1995-ben sikeres vizsgázott a játékvezetés feladataiból. A BLSZ labdarúgó bajnokságaiban viszonylag gyorsan halad a rögös úton, 1997-ben lett NB. III.-as, majd az utánpótlás keretből feljutva, 1998-2006 között az országos NB. II. keret tagja. A legmagasabb osztályban, az NB. I.-ben 2006-2007 között fújta a sípot. NB. II.-es mérkőzéseinek száma: 104, az NB. I.-es mérkőzéseinek száma: 11. Magyarország és a világ legkiemelkedőbb futsal játékvezetői eredményeivel bír. Vágner lászló társaként 1995-ben kapcsolódott be a hazai futsal játékvezetésbe. 1996-tól futsal NB. I-es játékvezető, ahol sokat tanult Hornyák Lajos, Herbály Lajos, Szabó János elismert futsal játékvezetőktől. NB. I.-es futsal mérkőzéseinek szám: több mint 200. Egyéb kispályás (5+1) mérkőzések száma: (2004-ben 1 500).

##### Nemzeti kupamérkőzések
Vezetett futsal döntőinek száma: 1

##### Futsal Szuper Kupa
2008-ban Gyöngyösön a [magyar bajnok] Mezei Vill–ARAMIS [magyar kupagyőztes] (2:1) döntő mérkőzés főjátékvezetőjeként szolgálta a labdarúgást..

#### Nemzetközi játékvezetés
A sportpolitikai csatározások ebben a sportágban nem éreztették hatását, így a Magyar Labdarúgó-szövetség (MLSZ) Játékvezető Bizottsága 2000-ben terjesztette fel nemzetközi játékvezetőnek, a Nemzetközi Labdarúgó-szövetség (FIFA) futsal bíróinak keretébe. Teljesítményét értékelve: tudott élni a felkínált lehetőséggel. 2001 óta topjátékvezető, Európából nála többször senki nem szerepelt nemzetközi verseny döntőjében. 2008-ban a Magyarország–Írország futsal nemzetek közötti válogatott mérkőzésen búcsúzott az aktív játékvezetéstől. Kiemelkedő teljesítményének köszönhetően 2008-ig a nemzetközi mérkőzéseinek száma: 116, a barátságos nemzetközi válogatott mérkőzések száma: 36.

##### Futsal világbajnokság
Az első futsal világbajnokságon, 2003-ban Olaszországban működött. Selejtező mérkőzéseinek száma: 3.
A következő évben 2004-ben, Tajpej (Tajvan) lett működésének helyszíne. A világbajnokságon 7 mérkőzést vezetett. A döntőbe jutásért vezette a „döntőt”: Spanyolország–Brazília mérkőzést.
2008 év végén két városban, Rio de Janeiro-ban és Brazíliában rendezték a VI. futsal világbajnokságot. Török Károly egyéb céljai között a brazíliai futsal világbajnokság számít a legfontosabbnak. Ez a megbízatás feltette a koronát nemzetközi pályafutásárra. 20 csapat indult, a házigazda brazil és a címvédő spanyol csapat volt a legesélyesebb. Az eddigi öt vb-n háromszor a brazilok győztek, az utolsó kettőt a spanyolok nyerték. A vb előtt Török Károly már egy hete a helyszínen tartózkodott, eredményesen teljesítette a fizikai- és elméleti követelményeket. A Brazília–Japán nyitómeccsen bemutatkozott, majd az Egyiptom–Kína mérkőzést követően kiváló értékelést kapott a továbbjutást eldöntő Argentína–Guatemala találkozóra is. A magyar játékvezető remekül bíráskodott, kiváló osztályzatokat kapott ellenőreitől. Több vetélytársat, a döntőre esélyes játékvezetőt hazaküldtek, de Török Károly maradhatott. Nem kapott szerepet az elődöntőkben, a bronzmeccsen sem, de megkapta a futsal játék csúcsok csúcsát a futsal világbajnokság döntőjének, a Brazília–Spanyolország összecsapás levezetését. Vezetett mérkőzéseinek száma: 14
Világbajnoki döntőinek száma: 1

##### Futsal Európa-bajnokság
Európában eredményesebb volt a szakmai elismerése. Általában négy válogatott közötti körmérkőzéseken dől el egy-egy selejtezőben a továbbjutás sorsa, ezért jellemző a 3 mérkőzés ismétlődése. 2000-ben Andorra, 3 csoportmérkőzés.
A futsal sportágban négy Európa Bajnokságon (2001-ben Moszkvában - 3 mérkőzés-, 2003-ban Olaszországban - 3 mérkőzés-, 2005-ben Csehországban - 4 mérkőzés, 2007-ben Portugáliában - 4 mérkőzés) vett részt, ebből kettőn a döntőt vezette (2003, 2005). 2007-ben az elődöntő vezetésével bízták meg, a döntőben tartalék játékvezetőként működött. Válogatott mérkőzéseinek száma: 26.
Európa-bajnoki döntőinek száma: 2

##### Nemzetközi kupamérkőzések
Vezetett Kupa-döntők száma: 4. Tartalék játékvezető: 2

###### Futsal BEK döntő
Az Európai Labdarúgó-szövetség (UEFA) Játékvezető Bizottság hat alkalommal kérte fel, hogy működjön közre a bajnokcsapatok Európa-kupája (BEK) döntő sorozatban.
2002-ben Lisszabon (Portugália), a döntőn 3 csoportmérkőzés és a döntő mérkőzés tartalék játékvezetője. 2003-ban Spanyolország, a döntő vezetése M. Cumbo játékvezető társsal - Castelloa–Charleroi (6:4). 2006-ban Madrid (Spanyolország), a döntő vezetése. 2006-ban Skócia, 3 csoport mérkőzés. 2006-ban Olaszország, BEK 4 közé jutáson 3 mérkőzés. 2007-ben Padova (Olaszország) 3 selejtező mérkőzés. 2008-ban Olaszország, döntőbe jutásért 3 csoportmérkőzés. 2008-ban Moszkvában, az ő személyében magyar szereplője is volt a BEK finálénak. Bíráskodott az egyik elődöntőn, majd a harmadik hely sorsát eldöntő összecsapáson, melyet a Dinamó Moszkva (5:0)-ra nyert a kazah Kairat ellen. A döntőben az orosz Jekatyerinburg diadalmaskodott az esélyesebbnek tartott spanyol ElPozo Murcia ellen, ezen a meccsen Török Károly tartalék-játékvezetőként működött közre. BEK mérkőzéseinek száma: 22.
Az UEFA JB  kijelölte őt 2008 év végén, a Horvátországban megrendezendő futsal bajnokcsapatok elitkörének játékvezetésére. A sportember, a több mint 10 éves nemzetközi pályafutástól egy hosszabb ideje jelentkező térdsérülés miatt előbb fejezte be  aktív nemzetközi- és nemzeti játékvezetői szolgálatát.

###### Bajnokok Ligája
2004-ben Benfica (Portugália), 3 csoportmérkőzés, 3 előselejtező mérkőzés. 2005-ben Moszkva, a döntő vezetése, 2005-ben Perugia (Olaszország) 3 csoportmérkőzés. 2007-ben Murcia (Spanyolország), döntő vezetése. Bajnokok Ligája mérkőzéseinek száma: 11.

###### Nemzetközi torna
2000 Genk, Belgiumban, 11 mérkőzés vezetése. Genkben van a FIFA próbatornája, ha a FIFA Kispályás Albizottsága be akar vezetni valamilyen szabálymódosítást vagy kiegészítést, akkor először ezen a helyszínen próbálják ki a hatékonyságot.

## Sportvezetői pályafutása
1999-től az MLSZ JB keretein belül a futsal játékvezetők képzése. 2006-ban a BLSZ Játékvezetői Bizottságát irányította. 2007-től a Budapesti Labdarúgó-szövetség elnöke. Jelszava, hogy nem a klubok vannak a BLSZ-ért, hanem a BLSZ a klubokért. 2007-től az MLSZ társadalmi munkacsoportjában dolgozik, mint a játékvezetésért és a bajnokság működéséért, az apparátus irányításáért felelős személy. 2010-től FIFA futsal nemzetközi ellenőrként tevékenykedik.

## Sikerei, díjai
2000 és 2006 között folyamatosan az Év futsal Játékvezetője. 2008-ban az MLSZ futsal szakágának javaslatára nyolcadszor érdemelte ki az Év futsal Játékvezetője címet. A Futsal Planet című szaklap 2009-ben kilencedik alkalommal is kiosztotta a futsal világ legjobbjainak járó díjait, a Futsal Awardsot. A 2008-as év legjobb játékvezetője, a szaklap által a futsal történetének egyik legkiválóbb játékvezetőjeként mutatta be. A díjat kiosztó zsűri választását megindokolva így fogalmazott: Az 1999 óta bíráskodó Török Károly a futsal történetének egyik legkiválóbb játékvezetője. Kvalitásait senki sem vitatja, közel tíz évig kimagasló hozzáértéssel tevékenykedett a pályán, és sosem felejtette el kimutatni tiszteletét a játékosok és a kispadon helyet foglalók felé. Éppen ezért lenyűgöző karrierje során a futsal szereplői is mindvégig hasonló tisztelettel viszonyultak hozzá. Ez nem kis dolog egy olyan világban, ahol a legegyszerűbb kifogás egy vereségre, a játékvezetők ténykedésének bírálata.

## Családi állapota
Nős, egy gyermek édesapja.